# Фрідріх фон Арно де ла Пер'єр
Фрідріх фон Арно да ла Пер'єр (нім. Friedrich von Arnauld de la Perière; 17 червня 1888, Бреслау — 12 жовтня 1969, Фрідріхсгафен) — німецький офіцер, генерал-лейтенант люфтваффе. Учасник Першої і Другої світових воєн.

## Походження
Рід Арно належав до французької аристократії. Його предок — 26-річний артилерист Жан-Габріель Арно, щоб не потрапити в Бастилію, змушений був покинути Францію в 1757 році після дуелі з одним з родичів королівського роду Бурбонів. Прусський король Фрідріх II тепло прийняв жителя півдня і Жан Арно продовжив службу в якості лейтенанта і командира добровольчого батальйону. Відмінно проявивши себе в Семирічній війні, Жан-Габріель Арно продовжив військову кар'єру і вийшов у відставку в званні бригадного генерала. На той час він був уже тричі одружений і був батьком 14-ти дітей. У сім'ї його дванадцятого сина народився дід Фрідріха.

## Біографія
Молодший брат Лотара фон Арно де ла Пер'єра.
1 квітня 1905 року поступив у морське училище. З 10 травня 1905 до 31 березня 1906 року проходив базове військове навчання, після чого пройшов курси морського офіцера.
З 2 квітня до 31 травня 1907 року проходив курси торпедного офіцера на торпедоносці «Вюртемберг», з 1 до 30 червня 1907 року — курси піхотинця у 1-му батальйоні морської піхоти, з 1 липня до 5 жовтня 1905 року — курси артилериста у школі корабельної артилерії.
З 25 жовтня 1907 року служив на борту навчального судна «Ніоба», з 31 березня 1909 року — на борту навчального судна «Фрейя». З 29 грудня 1910 до 22 лютого 1911 року знову проходив навчання у морській школі. З 26 лютого 1911 року — черговий офіцер на борту навчального судна «Фрейя», з 29 березня 1911 року — черговий офіцер на борту навчального судна «Вінета».
З 1 квітня 1911 року — інспектор військово-морських шкіл, з 31 березня 1912 року в розпорадженні інспекції військово-морських навчальних закладів. Згодом знову пройшов курс навчання у школі корабельної артилерії.
З 1 жовтня 1912 року — черговий офіцер на борту крейсера «Кольберг», з 11 квітня 1913 року — черговий офіцер на борту лінкора «Шлезвіг-Гольштайн». З 1 жовтня 1913 до 14 листопада 1914 року навчався на пілота у 1-му дивізіоні військово-морської авіації.

### Перша світова війна
З 15 листопада 1914 року — пілот 2-го дивізіону військово-морської авіації. З 5 грудня 1914 року — керівник станції морської авіації Зеебрюгге. Арно де ла Пер'єр був першим німецьким пілотом, який скинув бомби на Англію.
17 грудня 1915 року Арно де ла Пер'єр був змушений здійснити аварійну посадку літака поблизу Дюнкерка через несправність двигуна і потрапив у французький полон. Звільнений 3 лютого 1920 року.

### Міжвоєнний період
Відразу після звільнення з полону повернувся на службу у ВМС. З 4 лютого 1920 року — співробітник 1-ї морської інспекції. З 27 серпня 1920 до 27 вересня 1921 року служив у морській дивізії «Остзее».
З 9 серпня 1924 року служив на борту крейсера «Медуза», з 1 травня 1925 року — старший офіцер крейсера «Берлін».
З 6 квітня до 24 вересня 1926 року служив при командуванні крейсерами. З 4 жовтня 1927 до 25 квітня 1930 року — командир 3-го батальйону морської артилерії. 30 вересня 1930 року вийшов у відставку.
З 23 лютого 1934 до 18 березня 1943 року — співробітник Імперського міністерства авіації.
З 18 березня 1934 року — керівник морської авіації Кіля. З 1 квітня 1935 до 30 вересня 1936 року — командир бази люфтваффе у Лейпцигу. З 1 жовтня 1936 року — командир резерву 4-го повітряного регіону. З 1 березня 1937 року — керівник 2-ї повітряної групи.
З 1 березня 1937 року — керівник Імперської асоціації повітряного спорту.
З 6 травня 1937 року — офіцер постачання 2-ї повітряної групи, з 24 травня 1937 року — командир групи.
З 14 червня 1937 року служив в управлінні постачання Імперського міністерства авіації, з 15 листопада 1937 року — керівник управління.

### Друга світова війна
З 15 липня 1939 року — командир 17-ї повітряної групи (Відень), з 21 серпня 1943 року — в резерві ОКЛ. 30 квітня 1944 року вийшов у відставку.

## Звання
- Фенріх-цур-зее (7 квітня 1906)
- Лейтенант-цур-зее (28 вересня 1908)
- Обер-лейтенант-цур-зее (27 січня 1911)
- Капітан-лейтенант (30 січня 1920)
- Корветтен-капітан (1 серпня 1924)
- Фрегаттен-капітан (1 жовтня 1929)
- Оберст-лейтенант (1 березня 1935)
- Оберст (1 серпня 1936)
- Генерал-майор (1 лютого 1939)
- Генерал-лейтенант (1 січня 1941)

## Нагороди
- Залізний хрест 2-го і 1-го класу
- Знак пілота ВМФ за польоти над сушею
- Орден Заслуг герцога Петра-Фрідріха-Людвіга, почесний лицарський хрест 2-го класу
- Медаль «За відвагу» (Гессен)
- Пам'ятний знак морського пілота-спостерігача
- Почесний хрест ветерана війни з мечами
- Медаль «За вислугу років у Вермахті» 4-го, 3-го, 2-го і 1-го класу (25 років)